# Ballongranka
Ballongranka (Cardiospermum halicacabum) är en kinesträdsväxtart som beskrevs av Carl von Linné. Ballongranka ingår i släktet ballongrankor, och familjen kinesträdsväxter. Arten förekommer tillfälligt i Sverige, men reproducerar sig inte. Inga underarter finns listade i Catalogue of Life.